# Mohamed Siyah Qalem

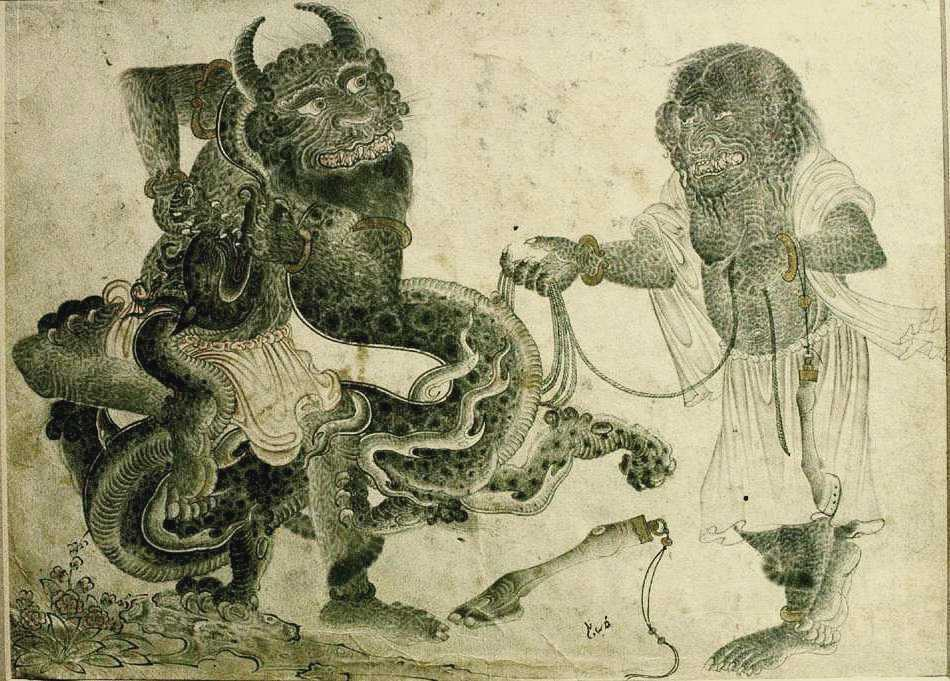
Démon avec un dragon, XVe siècle, palais de Topkapi

Pour les articles homonymes, voir Qalam (homonymie).
Mohamed Siyah Qalem est un enlumineur qui vécut au XVe siècle, sous la dynastie des Timourides. Aucune source ne nous démontre l'identité de cette personne.
Son nom signifie « Mohammed du pinceau noir » ( سیاه قلم  en Persan ) et il a illustré quatre albums  de scènes de la vie quotidienne des peuples nomades turcs vivant dans les steppes de l'Asie centrale. Son style particulier ne doit rien aux miniatures persanes ou à l'art islamique alors en vogue à l'époque, mais est fortement influencé par l'art chinois et les traditions d'Asie centrale. Les quatre albums ont été rapportés par le sultan ottoman Sélim Ier, après la conquête de Tabriz en 1514. Il pourrait s'agir du peintre Darvich Mohammad qui travaillait à la cour du prince Yacoub Bey (1478-1490), de la dynastie des Aq Qoyunlu.
Il peint d'un trait sûr et puissant, dans une faible gamme de couleur, des saynètes très mouvementées et des petits tableaux d'une grande originalité, dans lesquels on remarque les silhouettes sombres de derviches et de démons, des nomades, des bestiaires, des mendiants errants, etc.
La majeure partie de son œuvre est conservée au musée de Topkapi à Istanbul. Elle a fait l'objet d'une exposition à Munich en 1910 et à Londres en 1931.